# Седин, Иван Корнеевич
Иван Корнеевич Седин (12 [25] мая 1906, ст. Кужорская, Кубанская область — 3 января 1972, Москва) — советский партийный и государственный деятель, народный комиссар нефтяной промышленности СССР (1940—1944), народный комиссар, министр текстильной промышленности СССР (1945—1948).

## Биография

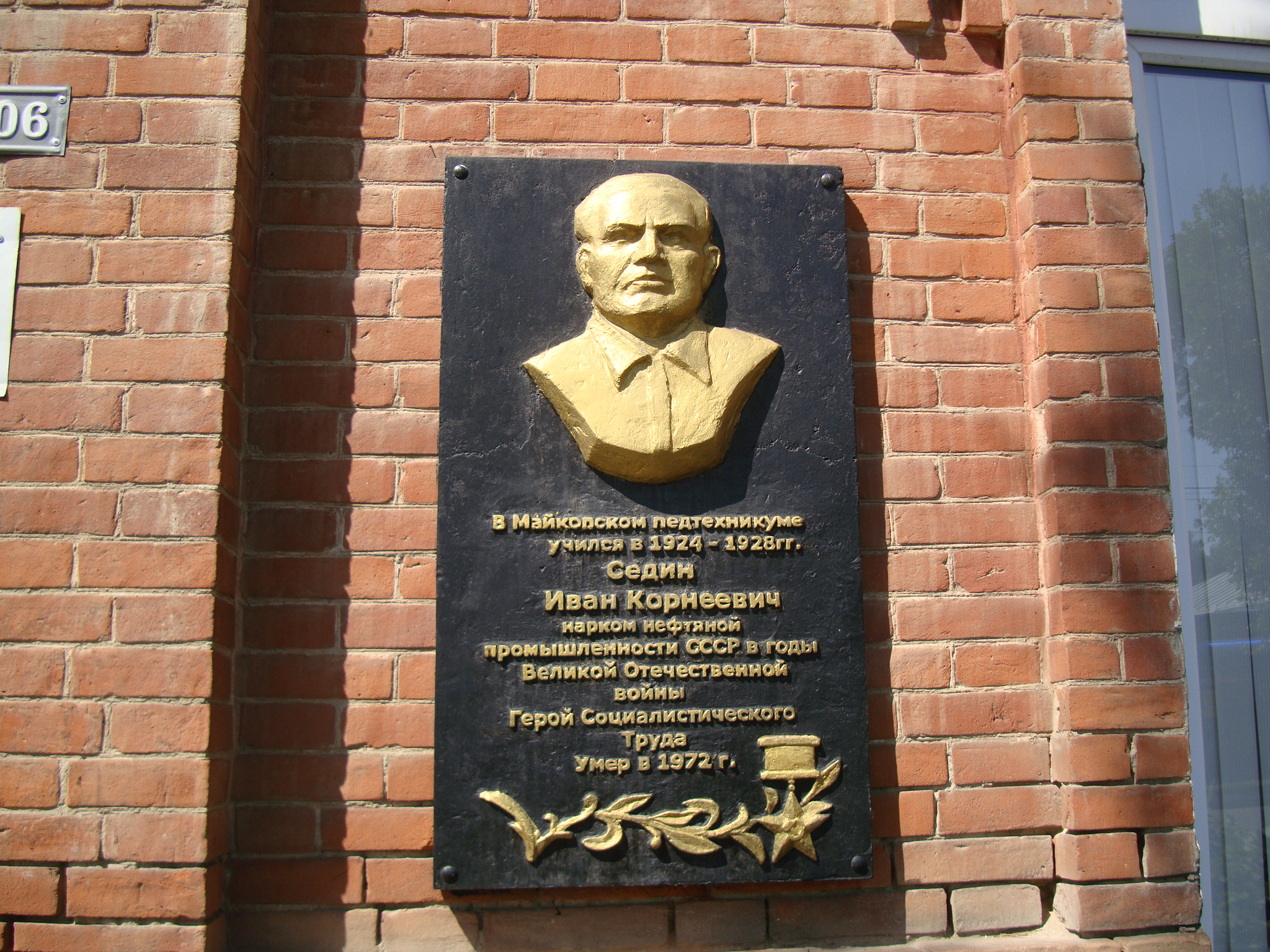
Седин Иван Корнеевич Герой Социалистического Труда. Мемориальная доска на Майкопском педагогическом колледже

Могила Седина на Новодевичьем кладбище Москвы.

Родился в семье кубанского казака, своим происхождением очень гордился.
В 1928 году окончил Майкопский педагогический техникум, в 1937 г. — Московский химико-технологический институт им. Д. И. Менделеева, инженер химик-технолог. Кандидат технических наук (1961).
- 1928—1929 гг. — заведующий школой № 2 станицы Гиагинская Майкопского района.
- 1929—1930 гг. — председатель колхоза «Первая пятилетка» Майкопского района.
- 1930—1931 гг. — заведующий школой крестьянской молодежи станицы Ханская Майкопского района.
- 1937 г. — начальник цеха химического завода им. В. Р. Менжинского.
- 1937—1938 гг. — инструктор отдела руководящих партийных органов ЦК ВКП(б).
- март-июль 1938 г. — второй, первый секретарь Тамбовского обкома ВКП(б).
- 1938—1939 гг. — первый секретарь Ивановского обкома ВКП(б).
- 1939—1940 гг. — первый заместитель наркома нефтяной промышленности СССР,
- 1940—1944 гг. — народный комиссар нефтяной промышленности СССР.

В годы Великой Отечественной войны успешно организовал работу по эвакуации промышленного оборудования отрасли, по увеличению добычи и переработки нефти на промыслах Азербайджана и в восточных районах страны (Поволжье, «Второе Баку» в Башкирской и Татарской АССР, Казахстане, Туркмении и др.). За годы войны благодаря его деятельности было открыто 34 новых месторождений нефти и газа, большинство из которых были введены в промышленную эксплуатацию, построены трубопроводы от них на нефтеперерабатывающие заводы. Также организовал военное производство на машиностроительных заводах нефтяной промышленности (первые установки реактивной артиллерии «Катюши» изготавливались на московском компрессорном заводе «Борец» в Москве, на Подольском заводе — башни для танков и т. д.). По одной из версий, был снят с должности по жалобе президента АН СССР (им был в то время В. Л. Комаров), полчаса просидевшего в приёмной Седина, лично Сталину.
Указом Президиума Верховного Совета СССР «О присвоении звания Героя Социалистического Труда работникам нефтяной промышленности» от 24 января 1944 года за «выдающиеся заслуги в деле увеличения добычи нефти, выработки нефтепродуктов, разведки новых нефтяных месторождений и бурения нефтяных скважин» удостоен звания Героя Социалистического Труда с вручением ордена Ленина и медали «Золотая Звезда».
- 1944—1945 гг. в резерве ЦК ВКП(б).
- 1945—1948 гг. — народный комиссар (с марта 1946 г. — министр) текстильной промышленности СССР.
- в январе — октябре 1949 г. — заместитель министра легкой промышленности СССР.

4 октября 1949 г. судебной коллегией по уголовным делам Верховного суда СССР за злоупотребление служебным положением приговорен к 8 месяцам исправительно-трудовых работ по месту службы с удержанием 25 процентов заработной платы. «Злоупотребление» заключалось в том, что по заявлению бедного инвалида-фронтовика Седин дал указание о выделении материальной помощи в размере 1000 рублей, однако инвалид вскоре был арестован и оказался известным мошенником-рецидивистом.
- 1949—1950 гг. — директор Карачаровского завода пластмасс Министерства химической промышленности СССР в Москве.
- 1950—1959 гг. — директор Дорогомиловского химического завода им. М. В. Фрунзе в Москве.
- 1959—1961 гг. — заместитель директора Института нефтехимического синтеза АН СССР.
- 1961—1964 гг. — персональный пенсионер союзного значения.
- с января 1964 г. — директор Научно-исследовательского института технологии лакокрасочных покрытий Министерства химической промышленности СССР в городе Хотьково Московской области. На этом посту он сумел преобразовать НИИ и завод в мощное научно-производственное объединение, вывел его в лидеры отрасли.

Член ВКП(б) с апреля 1928 г. Делегат XVIII партконференции, XVIII съезда ВКП(б), где избирался членом ЦК ВКП(б) (1939—1952).
Депутат Совета Национальностей Верховного Совета СССР 2 созыва (от РСФСР; 1946—1950); депутат Верховного Совета РСФСР 1 созыва (от Тамбовской области, 1938—1947).
Похоронен на Новодевичьем кладбище в Москве.

## Оценки коллег
«Это был деятельный, много трудившийся нарком, общительный, демократичный, хороший оратор, жизнелюбивый, в определённой мере человек страстей, увлекался стихами Сергея Есенина, любил играть в шахматы».
Н. К. Байбаков писал:

Седин в должности наркома находился более четырёх лет. Практически он был выдвиженцем Маленкова. До этого в течение ряда лет Седин работал секретарем Ивановского обкома партии. Сам он по профессии являлся текстильщиком, а стал нефтяником. Это дело для Ивана Корнеевича было совершенно новым. Относился он к нему серьёзно, старался организовать работу. В разгар войны, в 1944 г., был даже удостоен звания Героя Социалистического Труда. И все же все основные вопросы технического характера так или иначе приходилось решать заместителям народного комиссара, а не Седину. Это первое. А второе — прямо скажу: роковую роль в его судьбе сыграл Багиров. Когда Седин приехал в Баку решать нефтяные вопросы, первый секретарь ЦК КП(б) Азербайджана организовал против него форменную акцию, то есть основательно наркома «подсидел». Его пригласили в ресторан, там крепко напоили и оттуда вытаскивали чуть ли не за руки и за ноги. А Багиров тут как тут. Сразу на имя Сталина настрочил кляузное письмо: что это за нарком такой — большой любитель выпить за чужой счет, не умеющий себя контролировать? Приписал Седину и связи с женщинами «легкого поведения», то есть всячески компрометировал его…
В целом Иван Корнеевич был мужик неплохой. Я с ним находился в хороших отношениях. Ничего не могу отрицательного сказать. Но все-таки человек, возглавивший такую важную промышленную отрасль, должен был знать её, глубоко в ней разбираться… Маленков пытался заступиться за своего выдвиженца, но безрезультатно.

## Награды и звания
Герой Социалистического труда (1944).
Награждён 
- двумя орденами Ленина (07.04.1939, 24.01.1944),
- двумя орденами Трудового Красного Знамени (1942, 1966),

медалями, в том числе 
- Медаль «За оборону Кавказа»,
- Медаль «За оборону Москвы»,
- Медаль «За доблестный труд в Великой Отечественной войне 1941—1945 гг.» ,
- Медаль «За доблестный труд. В ознаменование 100-летия со дня рождения Владимира Ильича Ленина».